# 1413 w polityce

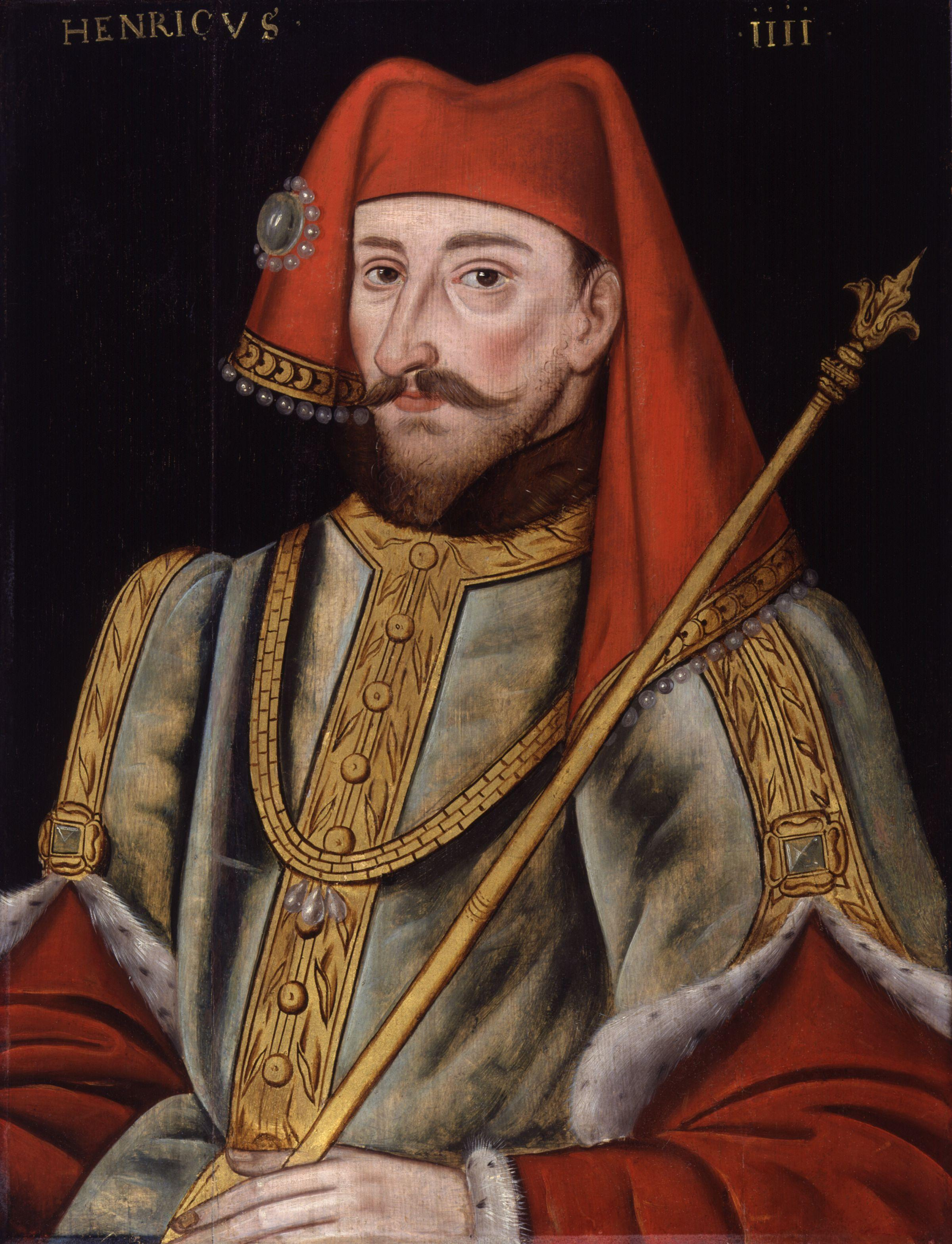
Henryk IV Lancaster

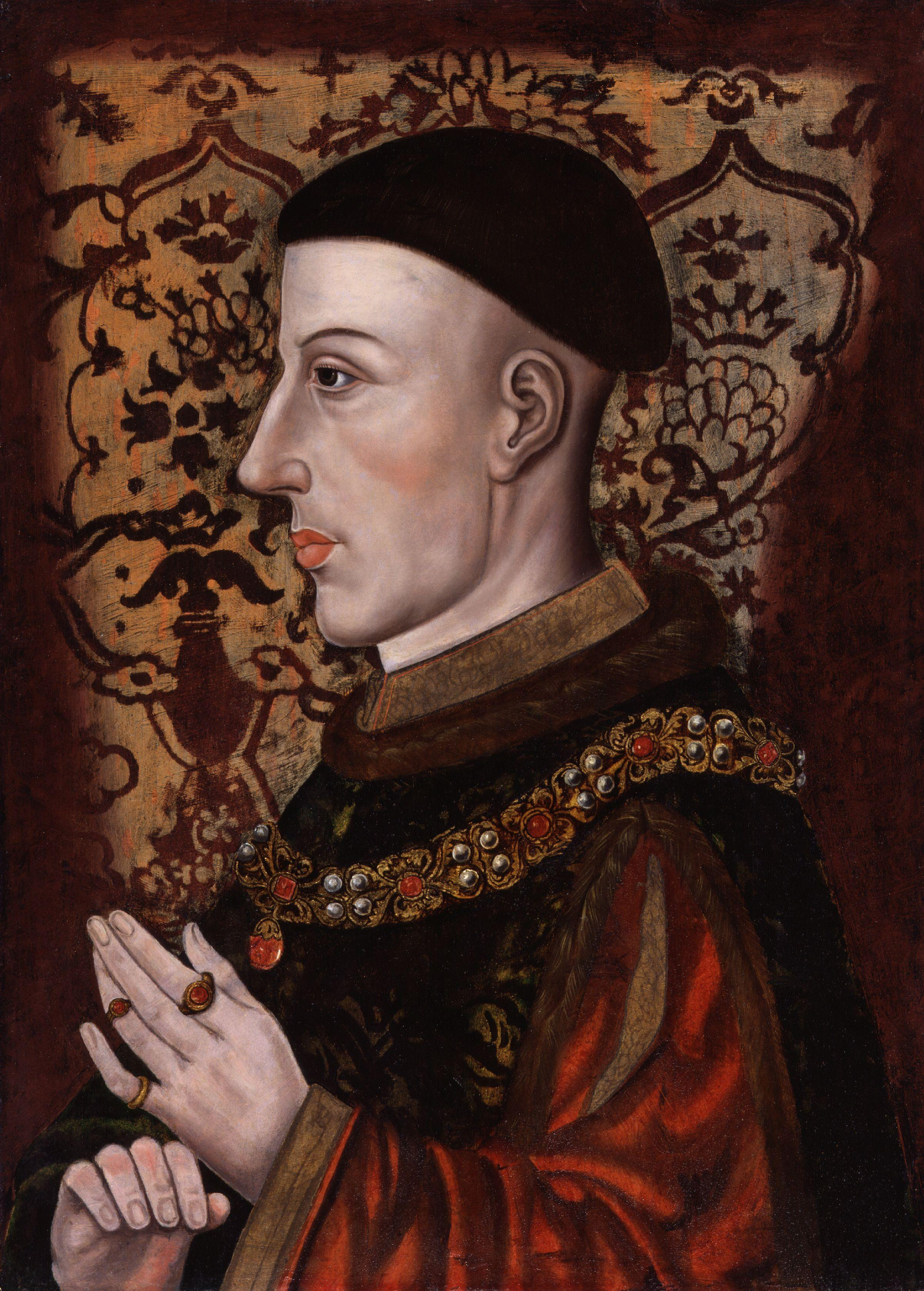
Henryk V

Wydarzenia polityczne w 1413 roku.

## Wydarzenia
- 21 marca  książę Walii Henryk zostaje ogłoszony królem Anglii[1].
- 9 kwietnia – koronacja Henryka V Lancastera[2][3][4] w Opactwie Westminsterskim[1].
- 2 października – zawarcie Unii w Horodle między Polską a Litwą[5].
- 14 października Henryk von Plauen został usunięty ze stanowiska wielkiego mistrza zakonu krzyżackiego[6].

## Urodzili się
- 24 czerwca Jan IV Paleolog, markiz Montferratu w latach 1445-1464.
- Ulryk V, hrabia Wirtembergii-Stuttgartu, dziadek księcia Ulryka (1487-1550)[7].

## Zmarli
- 20 marca – Henryk IV Lancaster, król Anglii[8], ojciec Henryka V[9][10].
- 21 czerwca – Świętobor I, książę szczeciński, syn Barnima III Wielkiego[11].
- 6 października – Dawid I, cesarz Etiopii[12].